# Ti Raoul Grivalliers
 (juin 2023).
La mise en forme du texte ne suit pas les recommandations de Wikipédia : il faut le « wikifier ».
Les points d'amélioration suivants sont les cas les plus fréquents. Le détail des points à revoir est peut-être précisé sur la page de discussion.
- Les titres sont pré-formatés par le logiciel. Ils ne sont ni en capitales, ni en gras.
- Le texte ne doit pas être écrit en capitales (les noms de famille non plus), ni en gras, ni en italique, ni en « petit »…
- Le gras n'est utilisé que pour surligner le titre de l'article dans l'introduction, une seule fois.
- L'italique est rarement utilisé : mots en langue étrangère, titres d'œuvres, noms de bateaux, etc.
- Les citations ne sont pas en italique mais en corps de texte normal. Elles sont entourées par des guillemets français : « et ».
- Les listes à puces sont à éviter, des paragraphes rédigés étant largement préférés. Les tableaux sont à réserver à la présentation de données structurées (résultats, etc.).
- Les appels de note de bas de page (petits chiffres en exposant, introduits par l'outil «  Source ») sont à placer entre la fin de phrase et le point final[comme ça].
- Les liens internes (vers d'autres articles de Wikipédia) sont à choisir avec parcimonie. Créez des liens vers des articles approfondissant le sujet. Les termes génériques sans rapport avec le sujet sont à éviter, ainsi que les répétitions de liens vers un même terme.
- Les liens externes sont à placer uniquement dans une section « Liens externes », à la fin de l'article. Ces liens sont à choisir avec parcimonie suivant les règles définies. Si un lien sert de source à l'article, son insertion dans le texte est à faire par les notes de bas de page.
- La présentation des références doit suivre les conventions bibliographiques. Il est recommandé d'utiliser les modèles {{Ouvrage}}, {{Chapitre}}, {{Article}}, {{Lien web}} et/ou {{Bibliographie}}. Le mode d'édition visuel peut mettre en forme automatiquement les références.
- Insérer une infobox (cadre d'informations à droite) n'est pas obligatoire pour parachever la mise en page.

Pour une aide détaillée, merci de consulter Aide:Wikification.
Si vous pensez que ces points ont été résolus, vous pouvez retirer ce bandeau et améliorer la mise en forme d'un autre article.
 (juin 2023).
Si vous disposez d'ouvrages ou d'articles de référence ou si vous connaissez des sites web de qualité traitant du thème abordé ici, merci de compléter l'article en donnant les références utiles à sa vérifiabilité et en les liant à la section « Notes et références ».
Ti Raoul, de son vrai nom Pierre Paul Grivalliers, était un chanteur et compositeur de musique martiniquais, né le 3 aout 1934 à Sainte-Marie (Martinique), où il est également mort le 18 décembre 2017.
Chanteur, auteur-compositeur de bèlè, Ti Raoul Grivalliers fut un grand interprète de la musique traditionnelle de Martinique. Ses talents de chanteur et de conteur marquèrent plusieurs générations. Le roucoulement de sa voix métallique  et nasillarde était reconnaissable entre toutes. Quantité de ses chansons relevaient de la critique, voire de la satire sociale.

## Biographie
Ti Raoul est né et a grandi dans le quartier du Pérou à Sainte-Marie. Sa famille de musiciens, les Grivalliers, s’investit depuis plusieurs générations dans la tradition Bèlè et, dès l'enfance, il fréquente et anime les soirées Bélé. À 12 ans, sa mère le sort de l'école pour s'occuper de ses petits frères et sœurs et son oncle Stéphane le laisse chanter pendant les soirées. 
Il apprend auprès des grands de son époque (Esther Grivalliers, Clémence Sébarec, Stéphane Sébarec, Jéjé Galfétè, etc). Sa voix nasillarde se prête à ce style, ainsi que sa pertinence, qui lui permet de composer sur le champ une mélodie avec des paroles acerbes afin d’évoquer les problèmes de la société.
En 1953, il enregistre ses premiers disques avec la Maison des Meringués.
Le 15 juin 1996, il participe à l'hommage rendu à Eugène Mona, lors d'un concert à la Cité de la musique à Paris. Il interprète la chanson Eugène Mona.

## Discographie
- Man Fwansiné
- Ou loupé kou a
- Belia Dalila
- Eugène Mona